# Orden Novomučenika bihaćko-petrovačkih
Orden Novomučenika bihaćko-petrovačkih je orden koji dodijeljuje Eparhija bihaćko-petrovačka Srpske pravoslavne crkve.

## O ordenu
Orden je ustanovljen u spomen pravoslavnih hrišćana postradalih na prostoru Eparhije bihaćko-petrovačke u XX vijeku.
Crkveno je eparhijsko odlikovanje koje u skladu sa Ustavom Srpske pravoslavne crkve episkop Eparhije bihaćko-petrovačke dodjeljuje pojedincima, kolektivima i institucijama za pokazane vrline, vjernost i doprinos SPC i i njenim vjernicima. Prvi put orden je dodijeljen 2019. g. Dušanki Bursać iz sela Palučak kod Martin Broda "za njenu višedecenijsku revnost prema svetoj obitelji Manastira Rmnja".
Ordenski znak u vertikalno postavljenom ovalnom medaljonu ima lik Isusa Hrista. Medaljon je postavljen na jednakokraki krst crvene boje promjera 65 mm između čijih krakova se nalaze bijeli zraci. Izrađen je od ordenskog metala i emejliran. Ordenski znak nosi crvena traka širine 36 mm od moarirane svile. Orden se nosi na vratu.

## Odlikovani
- Patrijarh srpski Porfirije[3]
- Milorad Dodik[4]
- Luka Petrović[5]
- Ognjen Tadić
- Perica Rapajić[6]
- Bratislav Gašić
- Aleksandar Vulin[7]
- Nikola Rokvić[8]
- Dragan Lukač
- Zoran Tegeltija
- Miroslav Drljača [9]
- Arhimandrit Stefan